# Metaverso

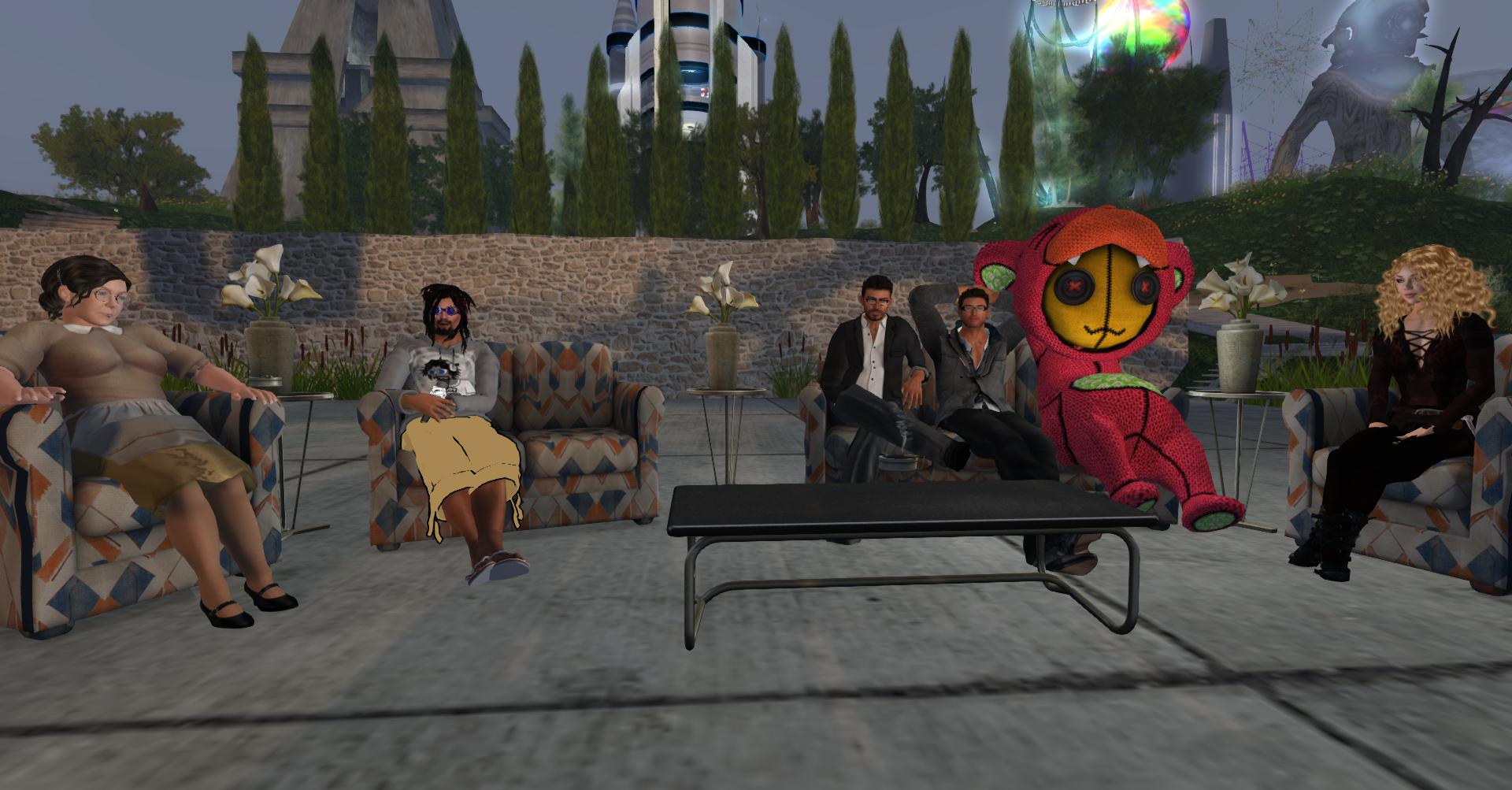
Encontro de usuários no Second Life

Metaverso é o termo que indica um tipo de mundo virtual que tenta replicar/simular a realidade através de dispositivos digitais. É um espaço coletivo e virtual compartilhado, constituído pela soma de "realidade virtual", "realidade aumentada" e "Internet".
O metaverso é a representação da possibilidade de se ingressar em uma espécie de realidade paralela, como se fosse um tipo de outro universo e vida. Em alguns casos ficcional, em que uma pessoa pode ter uma experiência de imersão. Tecnicamente, o metaverso não é algo real, mas busca passar uma sensação de realidade, e possui toda uma estrutura no mundo real para isso.
Este termo foi cunhado na obra "Nevasca/Snow Crash", de Neal Stephenson, lançada em 1992.
Exemplos mais recentes são os jogos VRChat, Decentraland, Second Life, Roblox e Fortnite. O Facebook, atual Meta, anunciou a intenção de adotar o metaverso em sua plataforma.

## Tecnologia

### Hardware
Computadores e smartphones comercialmente disponíveis, mas também realidade aumentada, realidade mista e realidade virtual são considerados pontos de acesso para um metaverso.
No entanto, a forte dependência dos desenvolvimentos de metaverso em tecnologias de realidade virtual até agora limitou a ampla aceitação do público. Até agora, a tecnologia realidade virtual carece da mobilidade necessária ou da capacidade gráfica suficiente para criar uma imersão credível.

### Software
Até agora, não há implementações padronizadas do metaverso, e as implementações existentes dependem principalmente de tecnologia proprietária. A interoperabilidade é uma das principais preocupações no desenvolvimento de metaversos, devido a preocupações com a transparência e a privacidade.

## Características do metaverso

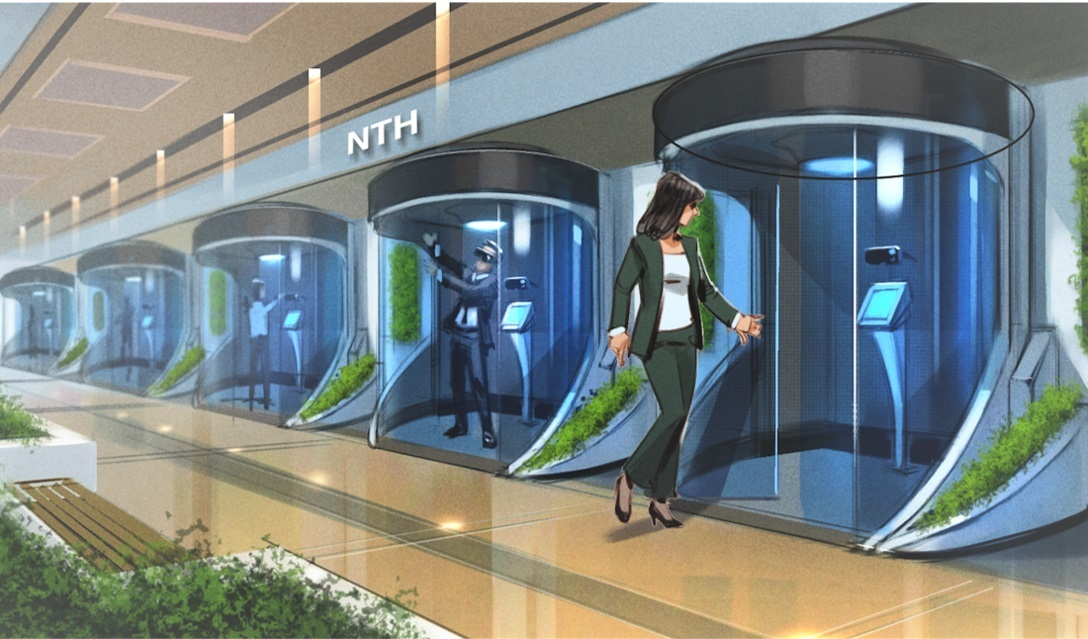
Exemplo de um espaço de escritório virtual chamado Nth floor

Conforme Edward Castronova, pesquisador de videogames e mundos virtuais, existem três regras básicas ou três características que se consideram imprescindíveis no metaverso:
- Interatividade: O usuário deve ser capaz de se comunicar com os demais usuários, assim como com o próprio metaverso. Dito de outra forma, deve possuir a capacidade de influir em objetos e usuários.

- Incorporeidade : O metaverso elimina as barreiras físicas e o mais similar à corporeidade seria encontrado em elementos como nosso próprio avatar, que representaria nossa identidade.

- Persistência: O metaverso irá se concretizando paulatinamente e convergirá na união de diferentes tecnologias relacionadas com a imersão virtual, de tal maneira que nesse contexto nossa vida usufruiria de continuidade.

## 7 camadas do Metaverso
Para funcionar corretamente e oferecer aos seus usuários todas as funcionalidades prometidas, essa realidade imersiva precisa vencer alguns níveis. Assim ele foi subdividida em 7 camadas que precisam ser conquistadas para que a tecnologia se torne real.

### 1. Infraestrutura
A primeira camada do Metaverso nada mais é do que a base técnica para que todo projeto funcione de modo efetivo. Assim as tecnologias 5G e o futuro 6G são fundamentais para esse nível primário, visto que as conexões essenciais exigem velocidade, processamento e armazenamento. Logo passando por novos desenvolvimentos da computação em nuvem e telecomunicações para acessar o metaverso.

### 2. Interface

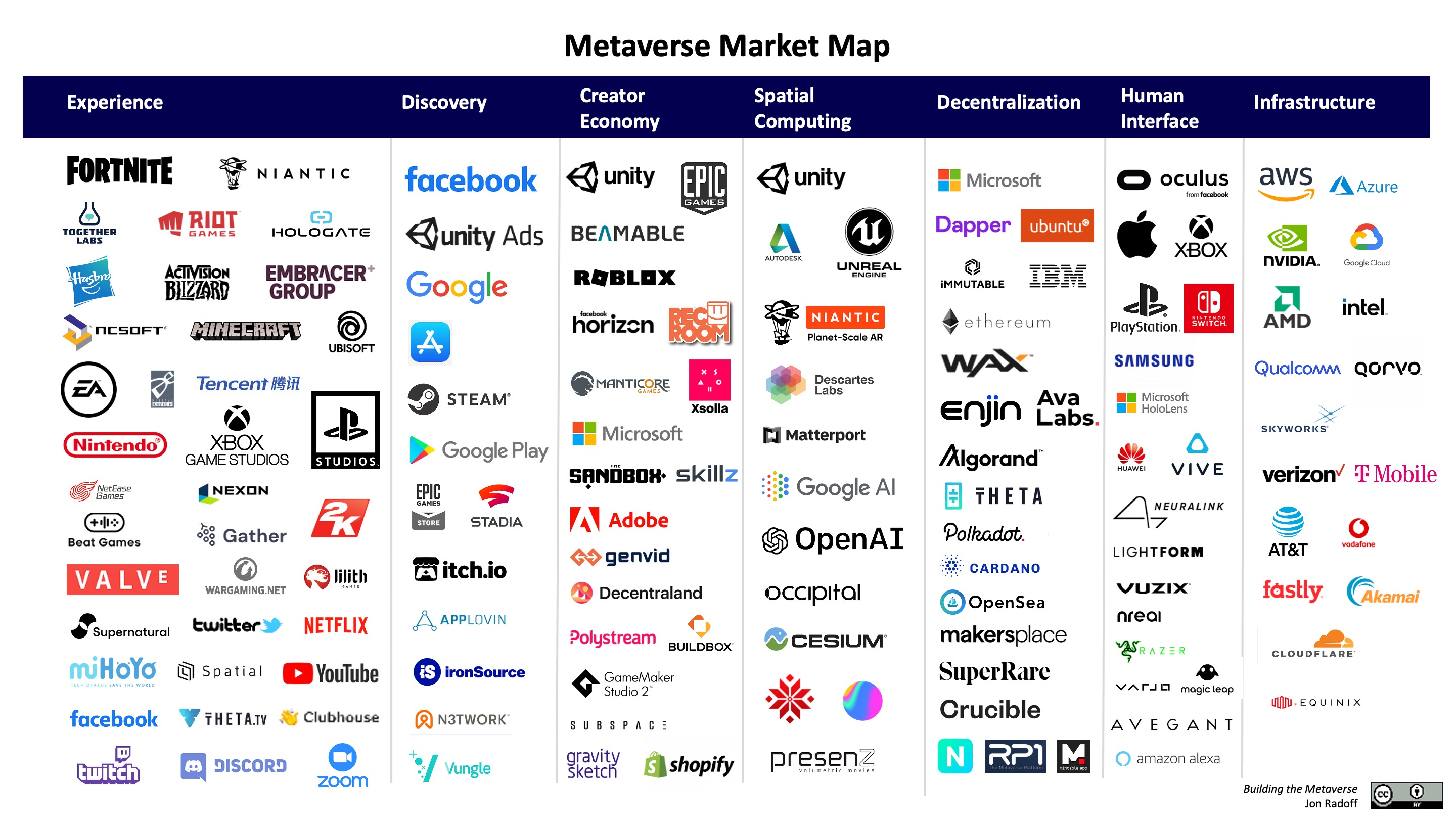
As sete camadas do Metaverso

A segunda camada da interface humana trata-se de uma infraestrutura que precisará de um hardware para acessar o metaverso. Portanto, essa camada dependerá bastante da evolução de equipamentos capazes de unir essas duas realidades, como os óculos de realidade aumentada, smartphones e demais tecnologias que conectem nossa experiência sensorial física aos avatares digitais aumentando a experiência sensorial.

### 3. Descentralização
Quanto menor a concetração em uma ou poucas empresas estiver o Metaverso, melhor será a experiência dos usuários, que poderão ter acesso a todas as ferramentas no cotidiano. A liberdade para todas as pessoas, onde o metaverso não será controlado por nenhuma instituição ou empresa.
Além disso, é esperado que o Blockchain, as NFTs e a inteligência artificial estejam incluídas nesse terceiro nível.

### 4. Computação espacial
É essa camada que permite que o mundo virtual seja integrado ao mundo real. É o uso de sistemas de computação espacial que faz uso de realidade virtual, realidade aumentada, bem como sensores de nuvem e mapeamento espacial para digitalizar todos os recursos físicos do mundo.

### 5. Economia de criação
O metaverso vai movimentar uma grande quantia de dinheiro entre as empresas que passam a fazer parte desse nicho. Isso exigirá uma infinidade de ferramentas de design, mercados de ativos, fluxos de trabalho personalizados,  as empresas interessadas em criar produtos para o Metaverso se unam através da co-criação, em uma dimensão de open source.

### 6. Descoberta
Esta seção discute as experiências de mudança de vida que resultam de um constante empurrar e puxar de informações. O conhecimento push and pull dá aos usuários novas experiências. Esse conjunto afetará diretamente a vida dos usuários tanto socialmente, como lazer e, claro, em sua vida profissional. Por exemplo, o jogo Roblox atualmente conta com 50 milhões de utilizadores nos EUA, o que tornando este território seja muito apetecível para as instituições.

### 7. Experiência
Enfim, chegamos a última das 7 camadas do Metaverso, essa camada também define a transformação nas experiências atuais, inclusive as mais comuns do nosso dia a dia, que tendem a se tornar ainda mais acessíveis e práticas. É uma representação real de distâncias e dimensões espaciais e envolve a desmaterialização de objetos físicos que é possível através de gráficos fotorrealistas.

## Exemplos
VRChat é uma plataforma online de mundos virtuais, criado pela VRChat, Inc em 2014. O jogo permite interação direta entre os usuários através de voz e gestos. Sendo uma plataforma de realidade virtual, nela é possível maior imersão com o uso de Oculus de realidade virtual e possibilitando a criação de seu próprio mundo ou avatar, dando a liberdade de criar avatares semelhantes ao jogador na vida real, ou destoando da realidade, podendo criar personagens fictícios, monstros, dentre outros, como também criar mundos que simulem um ambiente real, como um bairro ou escritório. A interação social entre pessoas reais dentro do metaverso é o que move o jogo e chama a atenção de mais publico conforme a tecnologia de realidade virtual cresce a cada ano.
Second Life é um jogo de 2003 criado pela Linden Lab. O propósito do Second Life era de criar uma realidade paralela onde usuários poderiam jogar, socializar, trabalhar, comprar e vender propriedades, entre outras atividades. Houve muito interesse nos primeiros anos do jogo, com cobertura jornalística do Estadão no jogo, exposições do Itaú Cultural e apresentação de bandas.
Roblox, jogo criado em 2006, está se tornando um metaverso, com diversos jogos criados por outros desenvolvedores, dando a oportunidade dos usuários do Roblox de jogarem diversas coisas.
Fortnite expandiu seu jogo, mais conhecido pelas suas partidas de jogos battle royale para permitir que seus jogadores assistissem curtas animados e apresentações musicais.
Habbo é um jogo 2D que permite a interação entre pessoas por meio dos avatares em um mundo virtual. 
Acreditando que o metaverso é o futuro da internet e tecnologia, Mark Zuckerberg, CEO do Facebook, mudou em 2021 o nome de sua empresa para Meta Platforms Inc., ou Meta. Ele diz que a empresa irá abranger tudo o que eles acreditam, focando na construção do metaverso.

## Impacto na educação
Graças à tecnologia digital e fenômenos como Web 2.0, realidade aumentada e realidade virtual, existem importantes projetos que materializam o uso de metaversos aplicados no campo da educação, reunindo muitas das abordagens propostas por Marshall McLuhan.
Alguns dos possíveis usos que os metaversos poderiam ter em experiências educacionais são:
- Práticas de laboratório: experiências imersivas que ajudam a entender as ferramentas disponíveis e permitem que experimentos multiuso sejam realizados com muito mais segurança.[23]
- Eventos: participe de exposições, cursos ou conferências onde a informação é apresentada através de experiências imersivas.[24]
- Visitas a museus ou empresas onde metaversos são incorporados nos passeios através de informações audiovisuais. Os alunos aprendem sobre o tema da visita enquanto desenvolvem proezas tecnológicas.[25]
- Aprendizagem experiencial: quase todas as habilidades permitem que você use os metaversos, tornando o conteúdo mais atraente. Por exemplo, em arquitetura e engenharia, modelos 3D são muito úteis para os alunos.[26]

## Críticas e preocupações

### Viabilidade
O universo com base em realidade aumentada necessitará de muitos recursos, anos e colaboração de corporações de diversos setores. Os especialistas acreditam ser pouco provável que uma única empresa consiga construir e manter o cibermundo. A Bloomberg Intelligence calcula que investimentos no metaverso pode atingir US$ 800 bilhões (R$ 4,5 trilhões) até 2024. Já o Bank of America incluiu o metaverso na sua lista de 14 tecnologias que revolucionarão a vida humana.

### Privacidade
A privacidade das informações no metaverso é uma área de preocupação porque as empresas envolvidas provavelmente coletarão informações pessoais dos usuários por meio de dispositivos vestíveis e interações com os usuários. O Facebook está planejando persistir em publicidade direcionada dentro do metaverso, levantando mais preocupações relacionadas à disseminação de desinformação e perda de privacidade pessoal.

### Segurança do usuário
O vício do usuário e o uso problemático das mídias sociais são outra preocupação para o desenvolvimento do metaverso. O transtorno do vício em Internet , mídia social e vício em videogame podem ter repercussões mentais e físicas por um período prolongado de tempo, como depressão, ansiedade e obesidade. Os especialistas também estão preocupados que o metaverso possa ser usado como uma 'fuga' da realidade de uma forma semelhante às tecnologias existentes da Internet.

### Questões sociais
O metaverso pode ampliar os impactos sociais das câmaras de eco online e dos espaços alienantes digitalmente. Uma vez que os desenvolvimentos do metaverso podem ser feitos para adaptar os mundos virtuais algoritmicamente com base nas crenças de cada pessoa, o metaverso pode distorcer ainda mais as percepções dos usuários sobre a realidade com conteúdo tendencioso para manter ou aumentar o envolvimento.

### Regulamentação
O processo de transformação digital e os avanços tecnológicos demandam um maior monitoramento das atividades exercidas nos ambientes virtuais.  Visto que aspectos como a privacidade de dados, segurança, impostos, relações de consumo e a centralização, que pode gerar super controle do mercado pelas Big Techs, assim gerando um cenário de grandes preocupações. Assim as leis regulatórias precisarão definir, por exemplo, o que é propriedade no campo virtual e como atuar frente ao bem físico, ou seja, aquele que é tangível; e do virtual, que não se pode tocar. Isso denota um grande desafio quando as realidades se defrontam já que não é claro como emitir um bem físico em um ambiente intangível.

## Ambientes digitais do Metaverso
- E-commerce[36]
- Instituições educacionais e culturais[37]
- Universidades[38]
- Instituições financeiras[39]
- Construção civil[40]
- Mídias sociais[41]
- Entretenimento[42]
- Turismo[43]

## Audiência virtual no Metaverso
O Tribunal Administrativo de Magdalena, da Colômbia sediou em fevereiro de 2023, o primeiro julgamento legal no metaverso e espera agora repetir a experiência com realidade virtual. A audiência durou horas, as partes de uma disputa judicial de trânsito apareceram como avatares em um tribunal virtual. A avatar da juíza María Quiñones Triana vestia uma toga preta. A tecnologia de realidade virtual foi fornecida pela Meta, empresa controladora do Facebook.

## Cultura Popular

### Literatura
- Os Robôs ou O Sol Desvelado - 1957[46]
- Simulacres  O Tempo dos Simulacros em português - 1964[47]
- Snow Crash - 1992[48]
- O Besouro no Formigueiro - 1979[49]
- O labirinto de reflexos - 1998[50]

### Cinema
- eXistenZ - 1999[51]
- Nirvana - 1997[52]
- Matrix - 1999[53]
- Substitutos - 2009[54]